# 2 Pułk Strzelców Polskich na Syberii
2 Pułk Strzelców Polskich na Syberii (2 psp) – oddział piechoty Wojsk Polskich we wschodniej Rosji i na Syberii, będących częścią Armii Polskiej we Francji.

## Formowanie i zmiany organizacyjne
2 Pułk Strzelców Polskich na Syberii został utworzony w Nowonikołajewsku na podstawie rozkazu Dowództwa Wojsk Polskich we wschodniej Rosji i na Syberii z 10 listopada 1918 roku. Bazą formowania był batalion zapasowy 1 Pułk Strzelców Polskich im. Tadeusza Kościuszki pod dowództwem porucznika Feliksa Jaworskiego. Oddział ten został zorganizowany w Bugurusłaniu, a następnie przewieziony do Nowonikołajewska. 2 Pułk został włączony w skład 5 Dywizji Strzelców Polskich.

## Organizacja i obsada personalna
Organizacja i obsada personalna pułku wiosną 1919 roku.
Dowództwo
- dowódca pułku – ppłk Ludwik Kadlec
- zastępca dowódcy pułku – mjr Emil Werner
- adiutant – por. Włodzimierz Scholze-Srokowski
- adiutant – por. Adam Dzianott

I batalion
- dowódca – kpt. W. Borysiewicz
- dowódca – kpt. Włodzimierz Scholze-Srokowski
- 1 kompania – por. Stanisław Galiński
- 2 kompania – por. Stanisław Bochniewicz
- 3 kompania – por. Szenk

II batalion
- dowódca – kpt. Kazimierz Koneczny
- adiutant – por. Adam Dzianott
- 4 kompania – por. Wierzbicki
- 5 kompania – por. Kaszycki
- 6 kompania – por. Gliwa

III batalion
- dowódca – kpt. Mieczysław Kotwicz–Dobrzański
- 7 kompania – por. Tomaszewicz
- 8 kompania – por. Szyk
- 8 kompania – por. Śliwa
- 9 kompania – por. Szanecki
- 9 kompania – ppor. Michał Janczewski

oddział (batalion) karabinów maszynowych
- dowódca – por. / kpt. Antoni Kazimierz Jaworski (Kurowski)
- 1 kompania km – por. Młoszowski
  - dowódca plutonu – ppor. Jan Gołubski
- 2 kompania km – ppor. Piechowicz
- 3 kompania km – por. Biegański

oddziały pozabatalionowe
- Szkoła Podoficerska – por. Stanisław Michocki
- kompania wywiadowców – por. Zygmunt Wiszniewski
- kompania łączności – por. Jarzyna
- kompania zafrontowa – ppor. Znamirowski

## Żołnierze  pułku
Dowódcy pułku
- ppłk Dominik Dunin-Marcinkiewicz (10 XI 1918 - I 1919)
- ppłk Ludwik Kadlec

Oficerowie
- Wincenty Bąkiewicz